# Maaloula
Maaloula (Arabisch: معلولا, van het Aramees: ܡܥܠܘܠܐ, ma`ʿlūlā, wat wil zeggen 'inkom') is een stad in Syrië. Maaloula ligt circa 56 kilometer ten noordoosten van Damascus. Het is gebouwd tegen een berghelling op een hoogte van 1.500 meter. In 2004 had Maaloula 2762 inwoners. In het midden van de 20e eeuw had het nog 15.000 inwoners.
Samen met twee naburige dorpjes is het de enige regio waar nog Westers Neo-Aramees gesproken wordt. De inwoners van Maaloula zijn Arameeërs die behoren tot de Melkitische Grieks-katholieke Kerk of de Grieks-orthodoxe Kerk van Antiochië.
Er bevinden zich twee belangrijke kloosters in Maaloula: Mar Sarkis en Mar Taqla.
Het klooster Mar Sarkis is gebouwd in de vierde eeuw. Het is genoemd naar St. Sarkis (St.Sergius). Dit klooster behoort tot de Melkitische Grieks-katholieke Kerk. Er is een met iconen versierde kapel; deze wordt als een van de oudste van het christendom beschouwd en is geconstrueerd uitgaande van een vroegere heidense tempel. Het altaar heeft kenmerken van de Romeinse offeraltaren (opstaande boord, afvoergeultjes). De iconen stellen onder meer de heiligen Sergius en Bacchus voor, twee Romeinse soldaten die als martelaar gestorven zijn.
Het Mar Taqla klooster is in een kloof tussen de rotsen gebouwd en huisvest de overblijfselen van Taqla, dochter van een Seleucidische prins en volgelinge van de apostel Paulus. Dit klooster behoort tot de Oosters-orthodoxe Kerk, Grieks-orthodox patriarchaat van Antiochië.

## Syrische Burgeroorlog
In september 2013, tijdens de Syrische Burgeroorlog, vonden er gevechten plaats rond het stadje. Overheidstroepen werden aangevallen door strijders van Al Nusra en een andere aan Al Qaida gelieerde groep. Op 9 september deden er verschillende berichten de ronde: volgens sommige inwoners waren islamistische strijders Maaloula binnengetrokken en plunderden ze kerken die ze vervolgens in brand staken. Ook zouden ze inwoners met de dood hebben bedreigd als die zich niet zouden bekeren tot de islam en een aantal malen hun dreigementen hebben waargemaakt. Vervolgens zou de stad praktisch ontvolkt zijn geraakt en in een strategisch bolwerk voor de rebellen zijn veranderd. Overheidsbronnen meldden daarentegen dat regeringstroepen de islamisten hadden teruggedrongen. Een dag later kondigde een rebellencommandant een terugtrekking aan van zijn manschappen uit de stad, die op dat moment werd belegerd door het Syrische leger. Op 15 september hadden regeringstroepen Maaloula weer in handen.
Op 2 december 2013 was Maaloula weer veroverd door rebellen, die tot Al Nusra zouden behoren. Wederom werd schade aan kerken toegebracht en 12 nonnen werden door rebellen uit hun klooster weggevoerd. Op 9 maart 2014 meldden Libanese veiligheidsdiensten dat de nonnen weer waren vrijgelaten.